# Коммунизм (Алайский район)
Коммунизм (кирг. Коммунизм) — село в Алайском районе Ошской области Кыргызстана. Входит в состав Джошолунского айылного аймака.

## География
Село расположено в южной части области, на левом берегу реки Джошолу (правый приток реки Куршаб), на расстоянии приблизительно 6 километров (по прямой) к северо-востоку от села Гульча, административного центра района. Абсолютная высота — 1763 метра над уровнем моря.

## Население
Согласно оценочным данным Национального статистического комитета Кыргызской Республики, численность населения села на начало 2023 года составляла 1052 человека.
| год     | 2009 | 2014 | 2015 | 2020 | 2021 | 2023 |
| ------- | ---- | ---- | ---- | ---- | ---- | ---- |
| человек | 746  | 946  | 970  | 1012 | 1036 | 1052 |